# Emmy Percy-Wüstenhagen
Emmy Percy-Wüstenhagen (8 de mayo de 1905 – 6 de junio de 1975) fue una actriz austriaca.

## Biografía
Nacida Emmy Percy en Viena, Austria, inició su carrera de actriz en 1924 en el Burgtheater de su ciudad natal. Tras una única temporada, se trasladó a la compañía del Deutsches Schauspielhaus de Hamburgo, en la que permanecería más de dos décadas. En 1947 volvió a Viena para cumplir un compromiso con el Kammerspiele. De nuevo en Hamburgo, actuó en el Theater im Zimmer. Casada desde 1936 con el actor Karl Wüstenhagen, ella siguió trabajando en el Hamburger Hochallee incluso tras la muerte de Karl en 1950, aunque posteriormente fue actriz independiente.
A partir de entonces actuó también para el cine y la televisión, encarnando con frecuencia a mujeres de edad, cultas, y de buena posición social. En ocasiones sus personajes fueron serviles y simples, como ocurrió en el film de Helmut Käutner Des Teufels General (1954). En 1959 actuó en el primero de una serie de telefilmes dedicados a relatos de Francis Durbridge, Der Andere.
En sus últimos años Emmy Percy-Wüstenhagen volvió a Viena, ciudad en la que falleció en el año 1975. Fue enterrada en el Cementerio de Ober Sankt Veiter (tumba E-1-28), en Viena.

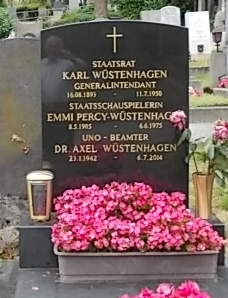
Tumba de Emmy Percy-Wüstenhagen

## Filmografía (selección)
- 1951 : Hanna Amon
- 1954 : Hin und her (telefilm)
- 1954 : Des Teufels General
- 1955 : Die Husaren kommen (telefilm)
- 1956 : Ein Herz kehrt heim
- 1958 : Die Sache mit Kasanzew (telefilm)
- 1959 : Der Andere (miniserie TV)
- 1963 : Leutnant Gustl (telefilm)
- 1964 : Ich fahre Patschold (telefilm)
- 1965 : Geisterkomödie (telefilm)
- 1965 : Die Unverbesserlichen (serie TV, primer episodio)
- 1966 : Das Märchen (telefilm)
- 1966 : Betriebsfest (telefilm)
- 1968 : Der eiserne Henry (telefilm)
- 1970 : Ach, so eine nette Person (telefilm)
- 1975 : Alle Jahre wieder – Die Familie Semmeling (miniserie TV)